# Александровка (Кущёвский район)
Алекса́ндровка — село в Кущёвском районе Краснодарского края.
Входит в состав Раздольненского сельского поселения.

## География
Расположено при балке Халцагай и балка Водяная ( притоки реки Большой Эльбузд ) . 
В селе одна улица — ул. Садовая.

## Население
| 2002 | 2010 |
| ---- | ---- |
| 49   | ↘23  |